# 旧日野医院
旧日野医院（きゅうひのいいん）は、大分県由布市にある歴史的建造物。国の重要文化財。

## 概要
本館、病棟、離れの3棟が1999年（平成11年）12月1日に国の重要文化財に指定された。明治時代の病院建築として、本館・病棟が揃って残っている例は日本全国でも珍しく、近代医学黎明期の歴史を知るうえで、重要な建築物である。
本館は棟木銘から1894年（明治27年）の上棟であることがわかり、当時の院長日野要（かなめ）が地元の大工に依頼し建造したものである。当初は薬局として開業し、病院となったのは1899年（明治32年）である。1978年（昭和53年）頃まで診療所として用いられ、1995年（平成7年）の保存工事をへて、現在は医療機器等の資料館として公開されている。
- 本館 - 木造2階建て、寄棟造、桟瓦葺き。1894年の上棟。正面中央に玄関ポーチとベランダを突出させた擬洋風建築である。壁面は白漆喰塗だが、四隅に柱形を表すなど、石積風の意匠に仕上げている[1]。
- 病棟 - 本館東側に建つ細長い建物。木造2階建て、寄棟造・桟瓦葺き。本館の完成後、1899年の病院としての開業までの間の建造とみられる[1]。
- 離れ - 本館背後に建つ。木造平屋建て、桟瓦葺き。東側の便所、風呂場、脱衣所は本館と同時の建築で、西側の座敷は後の増築である[1]。

## 所在地
〒879-5113　大分県由布市湯布院町川西467の4番地